# Aulo (praenomen)
Aulo (en latín: Aulus) es un praenomen o nombre personal latino, bastante común a lo largo de la historia romana desde sus inicios hasta el final del Imperio romano de Occidente durante el siglo V. La forma femenina es Aula. Una pronunciación alternativa conduce a las variantes ortográficas Olo y Ola. Aulo fue ampliamente utilizado tanto por gentes patricias y plebeyas. El nombre dio lugar a la gens patronímica Aulia, y quizás también a la gens Avilia y al cognomen Avitus. El nombre generalmente se abreviaba A., pero ocasionalmente Av. o Avl.
Durante la mayor parte de la historia romana, Aulo fue uno de los diez praenomina más comunes, siendo menos común que Tito, el sexto praenomen más común y comparable en frecuencia a Cneo, Espurio y Sexto.

## Origen y significado
Para el epítome del siglo IV De Praenominibus de Julio Paris, el nombre deriva del verbo alo, nutrir. Sin embargo, Chase argumenta que en ningún caso la simple raíz de al- podría transmutarse en aul-. Otra etimología popular deriva el nombre de aula u ola, quizás implicando nobleza, o de su homónimo, aula u ola, una olla, presumiblemente una referencia cariñosa al tamaño y la forma de un bebé sano. Ambos son también probablemente ejemplos de etimología popular.
Uno de los praenomina etruscos más comunes fue Aule o Aules (también escrito Avle, Aveles, etc.), el cognado etrusco de Aulo. Wilhelm Deecke argumentó que el nombre era originalmente etrusco, derivándolo de avile, que se encuentra en la forma plural avils ("años") en numerosas inscripciones funerarias. El nombre habría sido llevado a Roma durante su período de dominación etrusca en el siglo VI a. C. No está claro el motivo por el que avile debería dar lugar a un nombre personal. Deecke también creía que el praenomen latino Spurio era de origen etrusco.
George David Chase creyó que esta explicación parecía demasiado lejana para la fuente de los nombres romanos y, con el apoyo de A. Zimmermann, propuso que Aulo se derivaba de avulus, "abuelo", diminutivo de avus. Esta analogía se basó en diminutivos similares en otros idiomas, algunos de los cuales significan "tío" (del latín avunculus).